# Marco, Ceará
Marco este un oraș în Ceará (CE), Brazilia.